# Loeŭ
Loeŭ (in bielorusso Ло́еў?; in russo Лоев?, Loev;  in polacco Łojów) è una città della Bielorussia, situata nella regione di Homel' e centro amministrativo dell'omonimo distretto. Al 2022 la popolazione ammontava a 6 170 abitanti.

## Geografia
L'insediamento si sviluppa lungo le rive del fiume Dnepr, presso la confluenza con il fiume Sož. Nella città sono presenti numerosi edifici storici, caseifici, scuole pedagogiche e musicali, una casa della cultura e alcune biblioteche.

## Storia
Loev sorge sul sito di un antico villaggio appartenente alla tribù slava dei Dregoviči. La prima menzione del villaggio risale al 1505. La città è particolarmente celebre per essere stata teatro, il 31 luglio 1649, della battaglia di Loev, durante la rivolta di Chmel'nyc'kyj. Dopo la dissoluzione del Regno di Polonia nel 1793, Loev diviene parte dell'Impero russo. Sul finire del XIX secolo la sua popolazione raggiunse oltre le 4.500 unità.
Nel dicembre 1926 Loev venne inclusa nella RSS Bielorussa divenendo il centro di un rajon. Nel 1938 assunse lo status di città. Nel corso del devastante secondo conflitto mondiale, la città perse circa 1.500 abitanti, 1/3 della sua intera popolazione.
Così come tutta la regione di Homel', anche Loev ha subito le catastrofiche conseguenze del disastro di Černobyl'. Tra le numerose iniziative sorte in Italia in seguito al disastro nucleare in territorio ucraino, si ricorda quella messa in atto dal comune bergamasco di Presezzo che, a partire dal 1996, ospita annualmente un cospicuo numero di bambini provenienti da Loev, nel tentativo di permettere loro di vivere in un ambiente più sano e meno radioattivo. A gestire l'iniziativa è il Comitato Presezzo-Loev.